# Ann Makosinski
Ann (Andini) Stasia Makosinski ( Victoria, Canadá, 3 de octubre de 1997) es una estudiante-inventora y oradora pública canadiense. Ganadora de la Google Science Fair en 2013 por inventar una linterna termoeléctrica.

## Biografía
Ann Makosinski es descendiente de filipinos, polacos y armenios. Su padre es un director de laboratorio retirado con dos patentes médicas. Su familia vive en Saanich, Columbia británica.
Estudió en St. Michaels University School para su proyecto de séptimo grado inventó una radio que se podía alimentar con el calor de una vela. También construyó una linterna piezoeléctrica cuando estaba en el noveno grado. Desde pequeña Ann Makonski encontraba muy interesantes a los insectos y se preguntaba cómo podían ser tan pequeños y a su vez tan complejos. Es una apasionada de la ciencia.
Estudia Lengua Inglesa y literatura en la Universidad de Victoria tras haber realizado una transferencia desde la Universidad de Columbia Británica.

### Proyectos

#### Linterna hueca (Hollow Flashlight)
En 2004 ganó la Google Science Fair con el proyecto Hollow Flashlight, una linterna termoeléctrica. Se inspiró en sus visitas a la tierra natal de su madre en Filipinas, donde una amiga suya tuvo problemas en la escuela porque no tenía suficiente luz para estudiar en la noche. El dispositivo se basa en el efecto termoeléctrico utilizando placas Peltier. Es hueco para incrementar las corrientes convectivas. Se encuentra en negociaciones para producir comercialmente y distribuir las linternas.
Presentó su taza eDrink mug, que usa el calor de la bebida para cargar un teléfono, junto a Jimmy Fallon en the Tonight Show. Como premio le otorgaron $5,000 para apoyar su formación.

#### TeDx
En 2013 expuso en TED x Richmond y TED x Vancouver
En 2014 presentó The Problem with Inventions en TEDx Victoria y luego fue oradora de TEDx Teen en 2016 con su charla Why I don't use a smart phone que ha sido vista más de 2 millones de veces.
En 2016 Ann ganó $50,000 en inversión de Quest Climate Grant, financiado por Canadian Geographic y Shell_Energy_North_America, por sus invenciones alimentadas por el calor humano.
Es la fundadora de Makotronics Enterprises y se ha postulado para obtener múltiples patentes.
En agosto de 2017 se embarcó en una expedición de dos semanas el Paso del Noroeste para celebrar el 150 aniversario de Canadá.
En octubre de 2017 fue parte del Converse Public Access show con Miley Cyrus.

## Premios y reconocimientos
Ganó la medalla de oro en la Canada-Wide Science Fair.
En 2018  fue nombrada por la revista Glamour como una de las mujeres universitarias del año.
En 2017 fue incluida en la lista Forbes 30 Under 30. Apareció también en la revista Time 30 Under 30
Ha ganado cuatro premios en la Intel International Science and Engineering Fair.
En 2016 fue votada como la joven inventora del año por Popular Science.
En el área publicitaria fue elegida embajadora de marca de Uniqlo en 2016 y ha hecho campañas con Five Star y Lenovo.